# Melon (plante)
Pour les articles homonymes, voir Melon et Melon (fruit).
Espèce
Classification phylogénétique
Le melon (Cucumis melo) est une espèce exotique de plante à fleurs de la famille des Cucurbitacées. C'est une plante herbacée annuelle, originaire d'Afrique intertropicale, et largement cultivée comme plante potagère pour son fruit comestible. La tige n'est pas volubile mais la plante peut grimper en s'accrochant à des supports grâce à des vrilles simples. Des mutants sont connus à entre-nœuds courts. Les feuilles sont généralement entières assez arrondies, parfois assez fortement découpées. Le terme désigne aussi le fruit climactérique lui-même très savoureux, sucré et parfumé.
À ne pas confondre avec le « Melon d'eau » (pastèque), mais cette expression désigne aussi certaines variétés de melons à chair blanche.

## Botanique

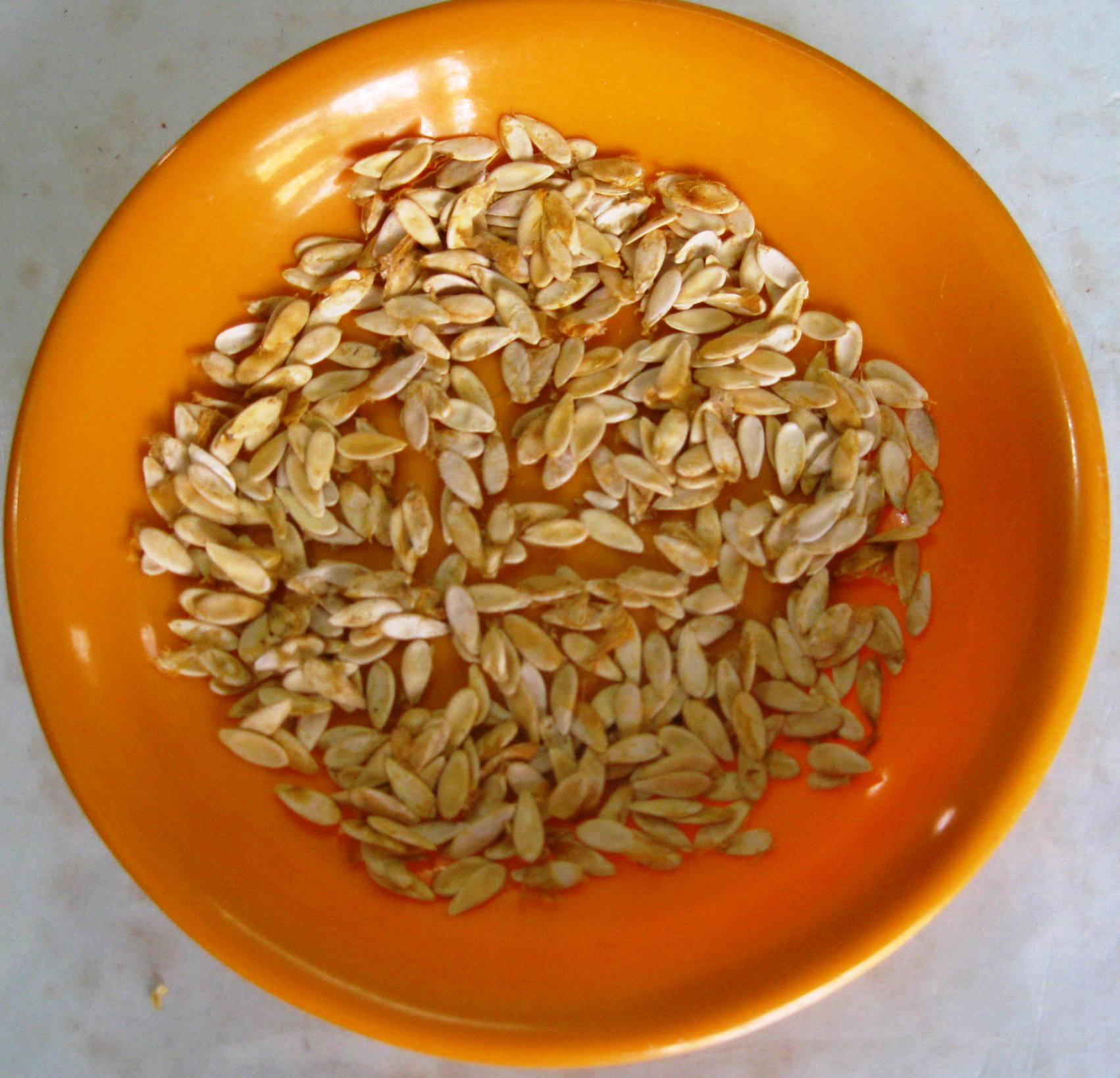
Graines de melon musqué.

Le melon est une Angiosperme de l'ordre des Cucurbitales, proche de l'ordre des Fagales (bouleau, hêtre, noyer…). Les deux familles les plus importantes en nombre d'espèces dans l'ordre des Cucurbitales sont les Bégoniacées et les Cucurbitacées. Parmi les Cucurbitacées, le genre Cucumis a récemment[Quand ?] été redéfini et inclut maintenant plusieurs anciens genres voisins (Cucumella, Oreosyce, Myrmecosicyos, Mukia, Dicaelospermum). Il comprend plus de 40 espèces dont deux ont une grande importance économique : le melon (Cucumis melo) et le concombre (Cucumis sativus). Si le genre Cucumis est probablement originaire d'Asie, l'espèce C. melo est originaire d'Afrique. Le melon est diploïde avec 2 × 12 chromosomes. Il se distingue de la plupart des espèces voisines par l'absence d'aspérités ou d'épines sur le fruit. Il est assez éloigné des autres espèces et aucun croisement interspécifique n'a pu être exploité à ce jour.

### Fruit
Les melons sucrés étaient présents en Asie centrale au milieu du IXe siècle sur la base de la lexicographie et d'une traduction arabe de Dioscoride. Le melons sucrés est attesté au Khorassan et en Perse au milieu du Xe siècle et les agronomes andalous traitent de la culture de melons sucrés casabas (groupe inodore) fin XIe siècle. L'Asie centrale possède une remarquable biodiversité de melons sucrés cultivés.

### Classification
Nom scientifique : Cucumis melo L. subsp. melo, famille des Cucurbitacées, sous-famille des Cucurbitoideae, tribu des Melothrieae, sous-tribu des Cucumerinae.
Le melon  cultivé appartient à la sous-espèce Cucumis melo L. subsp. melo dont le faux-fruit est très polymorphe. Le fruit sauvage d'origine ne dépassait pas 30 à 50 g mais il a servi de base à la définition de très nombreuses variétés. Celles-ci sont diversement rassemblées selon les auteurs en groupes, dont les plus importants sont :
- Parmi les melons consommés comme fruits (récoltés à maturité) :
  - le groupe cantalupensis, melon cantaloup (ou melon musqué) à durée de conservation brève ;
  - le groupe reticulatus, melon brodé, à durée de conservation moyenne ;
  - le groupe inodorus, melon d'hiver, à durée de conservation longue.
- Parmi les melons consommés comme légumes (récoltés avant maturité) : Palmatilobé
  - le groupe flexuosus, melon serpent ;
  - le groupe momordica, melon phut (Inde).

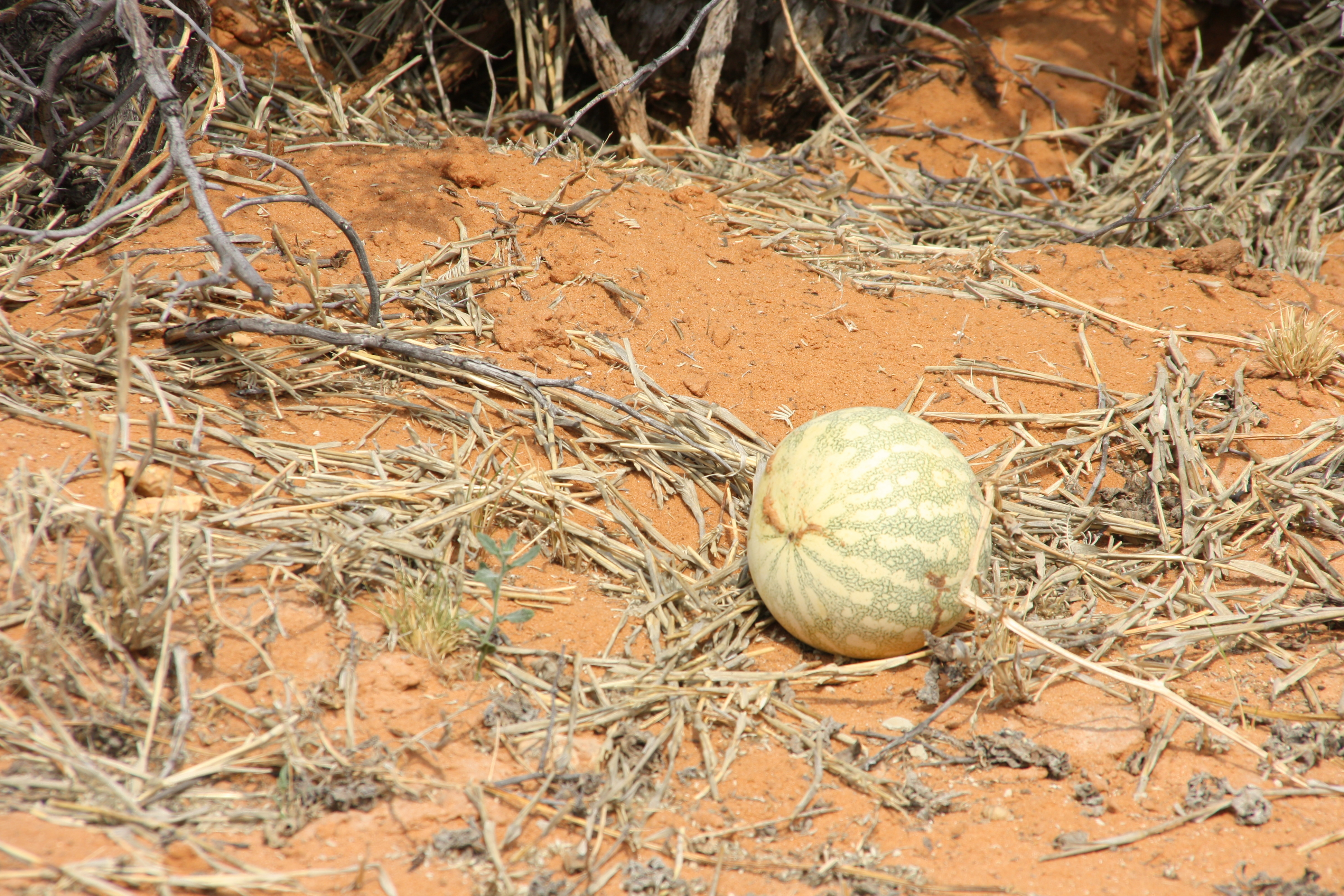
Melon sauvage dit Tsamma du Kalahari.

Il existe un melon sauvage appelé localement « melon tsamma », présent dans le désert du Kalahari (voir aussi le Parc transfrontalier de Kgalagadi), qui avec les concombres sauvages est la seule source d'eau de la région pendant la période de sécheresse annuelle.
Le terme « melon » est issu vers 1256 du bas latin melonem, accusatif de melo, « fruit d'une cucurbitacée ». Ce terme est l'abréviation du latin classique melopepo emprunt au grec mêlopepôn, de mêlon, « fruit, pomme ou coing » (mot méditerranéen qui s'est substitué au nom européen de la pomme qui se dit malum en latin).

### Description

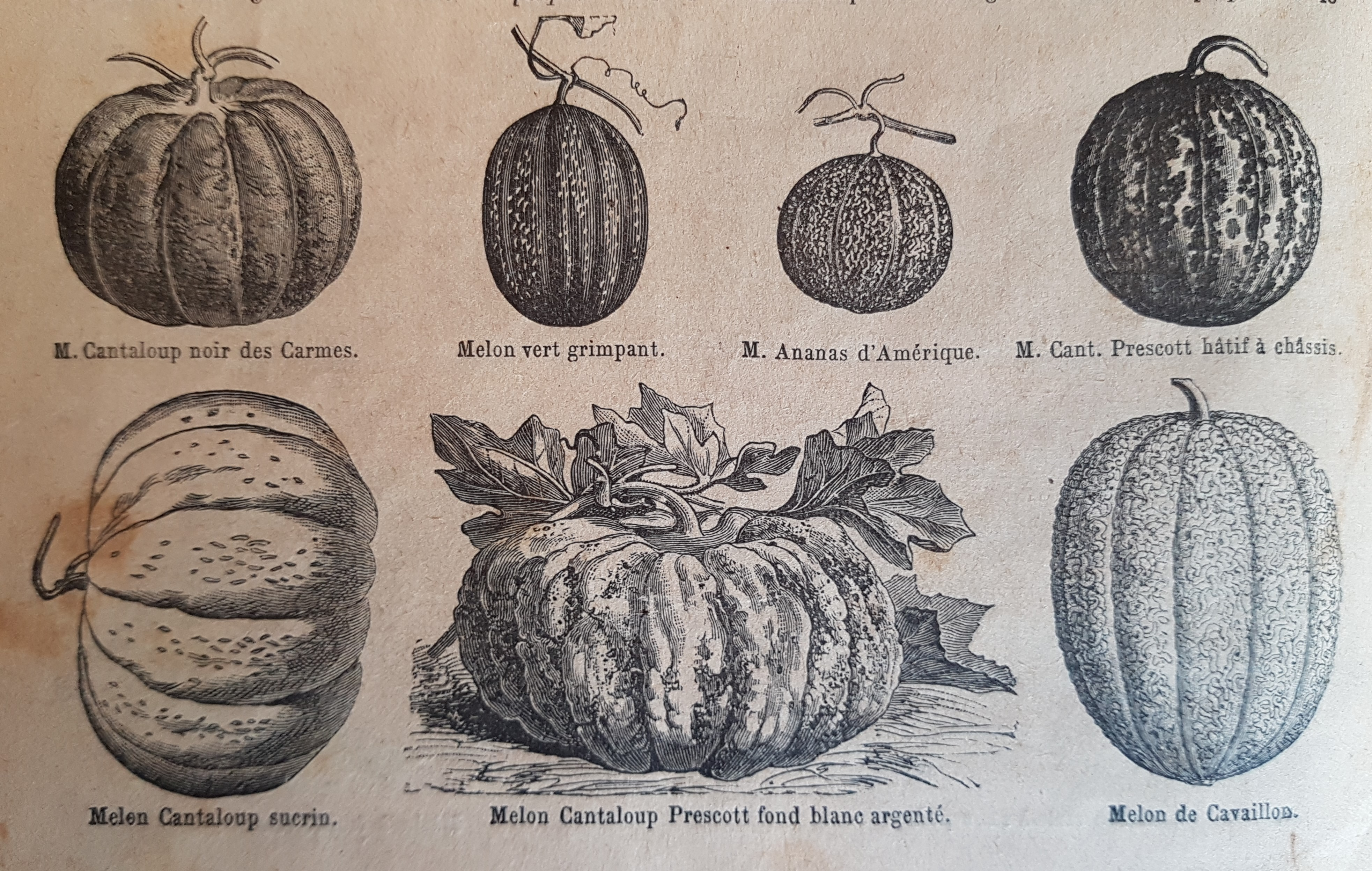
illustrations de variétés de melons dans le catalogue Vilmorin-Andrieux du printemps 1900.

Le melon est une plante herbacée annuelle à longues tiges sympodiales (pouvant atteindre 3 m) munies de vrilles simples (non ramifiées), rampantes ou grimpantes selon les variétés. La racine-pivot se ramifie en de nombreuses racines secondaires et tertiaires superficielles.
Les feuilles simples, alternes, pétiolées mais sans stipules, sont généralement entières. Elles sont faiblement palmatilobées (généralement 5-7 lobes), ont un limbe orbiculaire ou ovale à réniforme.
Les plantes sont monoïques (elles portent à la fois des fleurs mâles et des fleurs femelles) ou andromonoïques (elles portent des fleurs mâles et des fleurs hermaphrodites). La corolle jaune des fleurs est campanulée avec des pétales presque orbiculaires. L'inflorescence mâle est en fascicules de 2-4 fleurs et apparaît la première sur les 5e-12e nœud des rameaux primaires. Les fleurs femelles ou hermaphrodites sont solitaires, à corolle ovoïde et à ovaire infère. Elles apparaissent sur les rameaux tertiaires formés à partir du 14e nœud sur les rameaux primaires. Les fleurs ne s'ouvrent qu'une seule journée et sont à pollinisation principalement entomophile.
Le fruit est une fausse baie de forme ovale ou ronde, généralement volumineuse. Sa peau plus ou moins lisse, bosselée, côtelée, brodée ou galeuse et divisée en secteurs nettement dessinés varie en couleur de tous les tons du vert au jaune en passant par le blanc. La pulpe de couleur varie selon les variétés, de jaune à orangé ou de blanc à légèrement verdâtre, est très juteuse et parfumée à maturité. La cavité centrale, fibreuse, renferme de nombreux pépins, graines ellipsoïdes comprimées.

## Culture

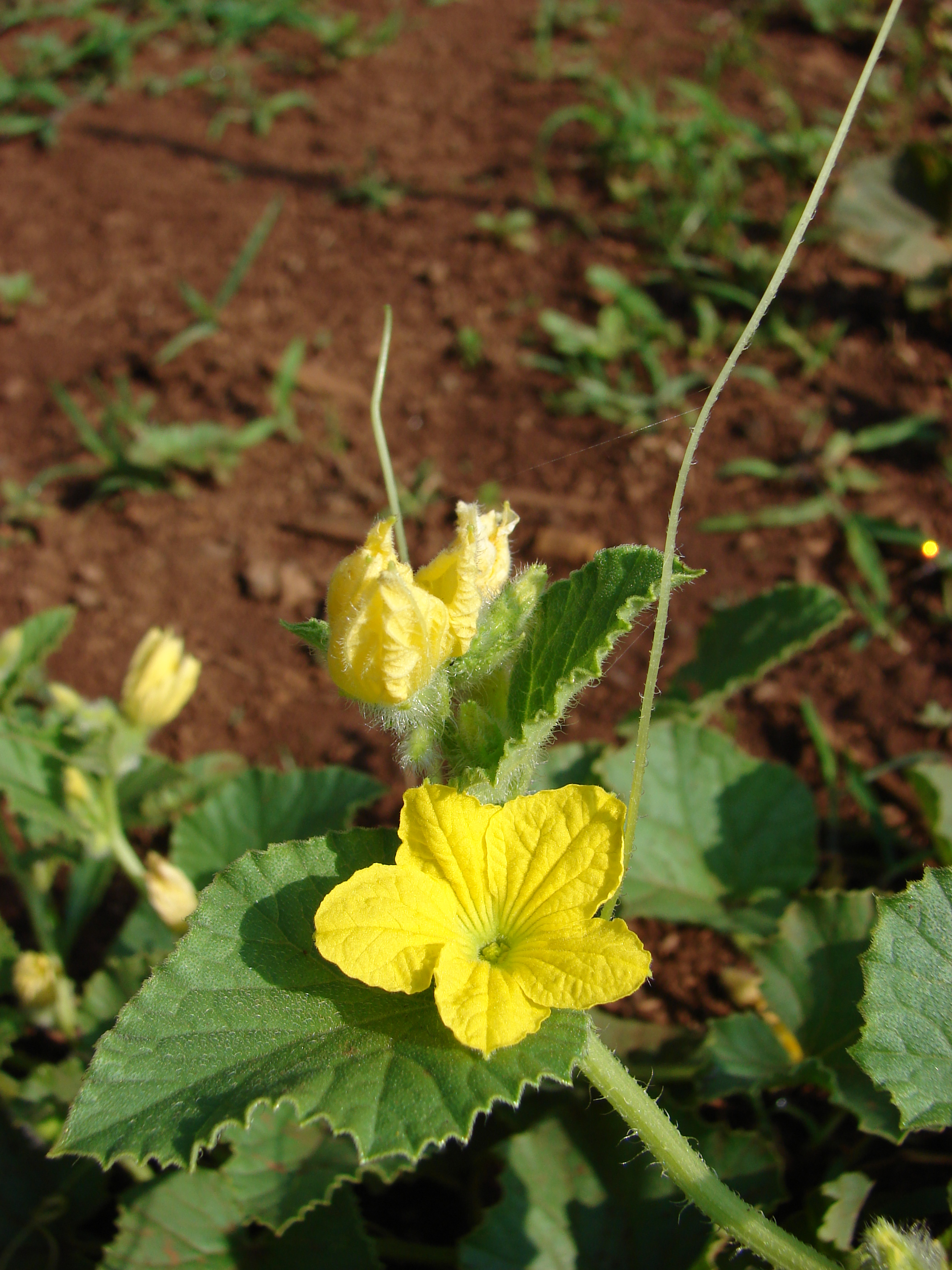
Feuille, vrille et fleur du melon.

Le melon est une plante allogame qui se cultive aussi bien pour ses graines (consommées grillées ou utilisées pour leur huile comestible) que pour son faux-fruit, doux ou non doux (cas du melon serpent) qui s'emploie cru, cuit ou confit). Le semis en place ou en pots (les racines des cucurbitacées sont assez fragiles, rendant la transplantation à racines nues difficile) de deux ou trois graines, afin de sélectionner le meilleur plant, se fait tous les mètres car le melon a tendance à s'étaler. Il apprécie un emplacement chaud, ensoleillé et un sol bien fumé. En l'absence de fumier pour faciliter le développement, on pourra apporter un engrais riche en potassium (la 3e lettre de la formule standard NPK). Le melon est particulièrement sensible à la carence en calcium. La culture intensive en serre peut provoquer dans le fruit une vitrescence ou un cœur aqueux.
Pincer au-dessus des deux premières vraies feuilles. Puis, sur les deux tiges ainsi formées, repincer au-dessus de la 4e feuille. Pincer ensuite à trois feuilles après chaque melon. Ne conserver que trois à quatre fruits maximum par plant.
Veiller également à supprimer les feuilles masquant les fleurs femelles, afin que les insectes pollinisateurs y accèdent.

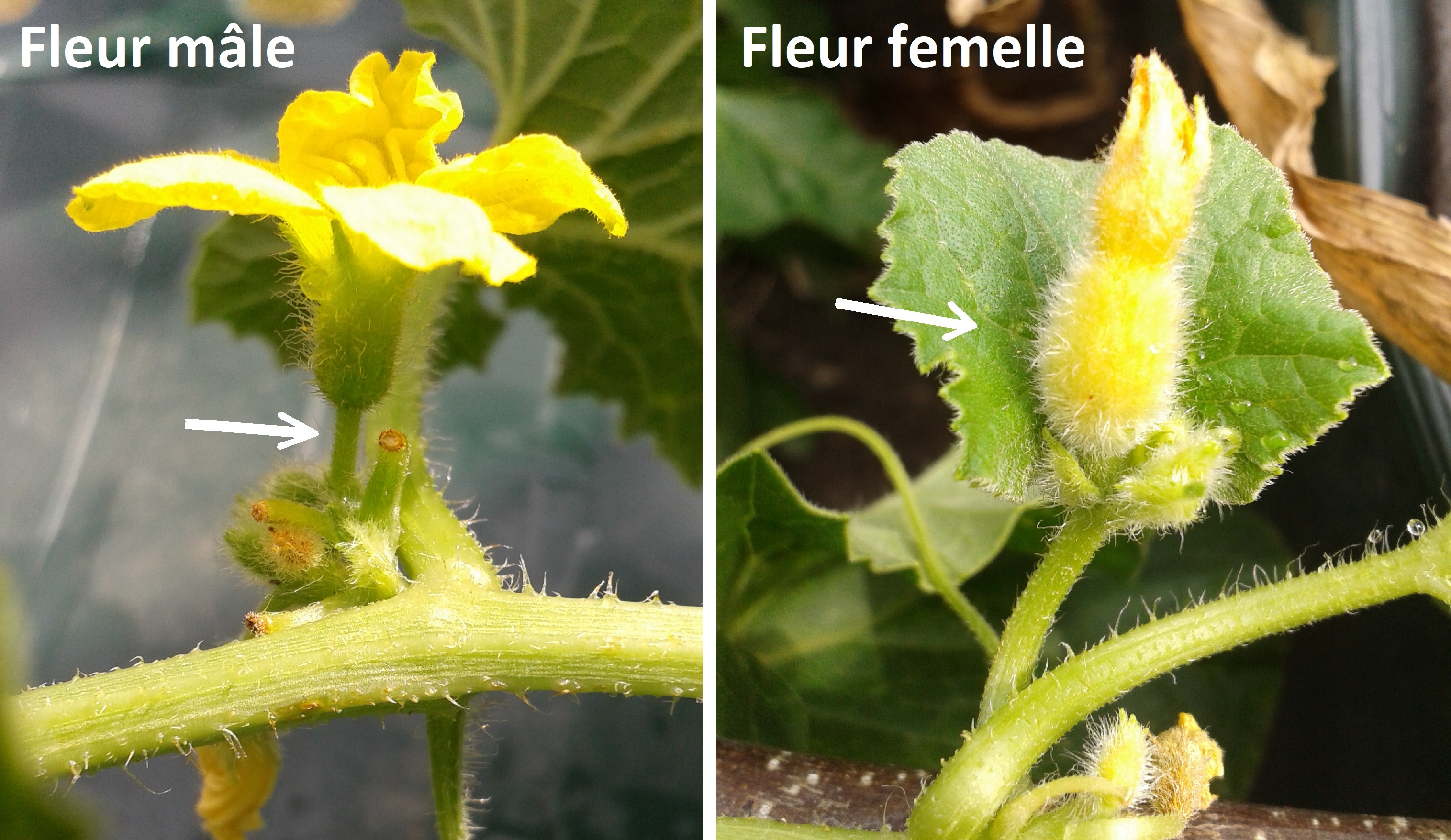
Fleurs de melon mâle et femelle

Lorsque le melon commence à faire une certaine taille, on peut le poser sur une tuile ou un tapis de gravier pour le protéger de l'humidité du sol et de façon que ce support lui apporte un maximum de chaleur propice à la maturation du fruit.
Le melon est mûr lorsque ses feuilles et son écorce commencent à jaunir et sa peau et son pédoncule à craqueler.
Il y a quatre facteurs qui jouent sur la qualité d'un melon : variété, ensoleillement, irrigation et maturité du fruit le jour de la récolte. Important : il faut récolter le melon après une bonne période d'ensoleillement et plutôt le soir que le matin (le matin, les sucres sont plus bas avec l'utilisation du sucre de la plante comme aliment pendant la nuit où la plante respire sans photosynthèse).
Le taux de sucre minimal pour être commercialisable est de 10 sur l'échelle de Brix. En dessous de 9, c'est une courge[réf. nécessaire].
Dans certains cas, le melon est greffé. Le greffage en culture de melon a pour objectif de protéger les cultures contre certains agents pathogènes : Verticillium dalhiae, Phomopsis sclerotioides, Fusarium oxysporum f. sp. melonis.
Le greffage permet également de cultiver en conditions limites de sol (température basse, salinité élevée, etc.), défavorables à la culture du melon. Enfin, dans certaines conditions, le greffage permet d’augmenter la productivité des plantes, voire la qualité des fruits.

### Culture intensive du melon de plein champ
En France une grande partie des melons proposés à la consommation proviennent de cultures de plein champ. Ces cultures peuvent être réalisées par des groupements maraîchers, notamment dans les régions du Sud. Dans l'Ouest de la France, des entreprises spécialisées sous-louent ou louent à la saison des terres propices au melon aux agriculteurs (deux cultures de melon sur la même terre ne doivent se succéder qu'à intervalle d'au moins cinq ans). Ces parcelles doivent être préparées par l'agriculteur (travail du sol et fumure de fond), être irrigables et se situer à l'intérieur du périmètre d'action de la station de travail et de conditionnement de l'entreprise. Pour étaler les récoltes et ainsi optimiser l'offre commerciale de ce produit saisonnier, sur chaque station, on procède par semis échelonnés. Les récoltes les plus précoces sont les mieux valorisées.
Comme la température ne doit pas dépasser 35°C, les entreprises répartissent ces stations du Sud marocain (récolte à partir de fin février) à l'Anjou (dernières récoltes en septembre) en passant par l'Espagne. Par ailleurs, 
En général, ces cultures sont conduites sur billon léger et sous mini-tunnels maraîchers (appelés chenilles) pour les premières semaines de culture avec des melons de type charentais car la température du sol doit être au moins de 15 °C. La mécanisation permet d'ajuster les charges : la même machine billonne, pose le système d'irrigation goutte-à-goutte et le plastique transparent de la chenille (video). Les melons sont plutôt semés que plantés et la fertilisation complémentaire est délivrée par le système d'irrigation (fertirrigation). Les chenilles sont relevées par d'autres machines. La taille est réalisée par écimage mécanique. La récolte, poste important, est réalisée manuellement mais assistée par des machines assurant notamment la disponibilité et le cheminement des palox (caisses palettisées).

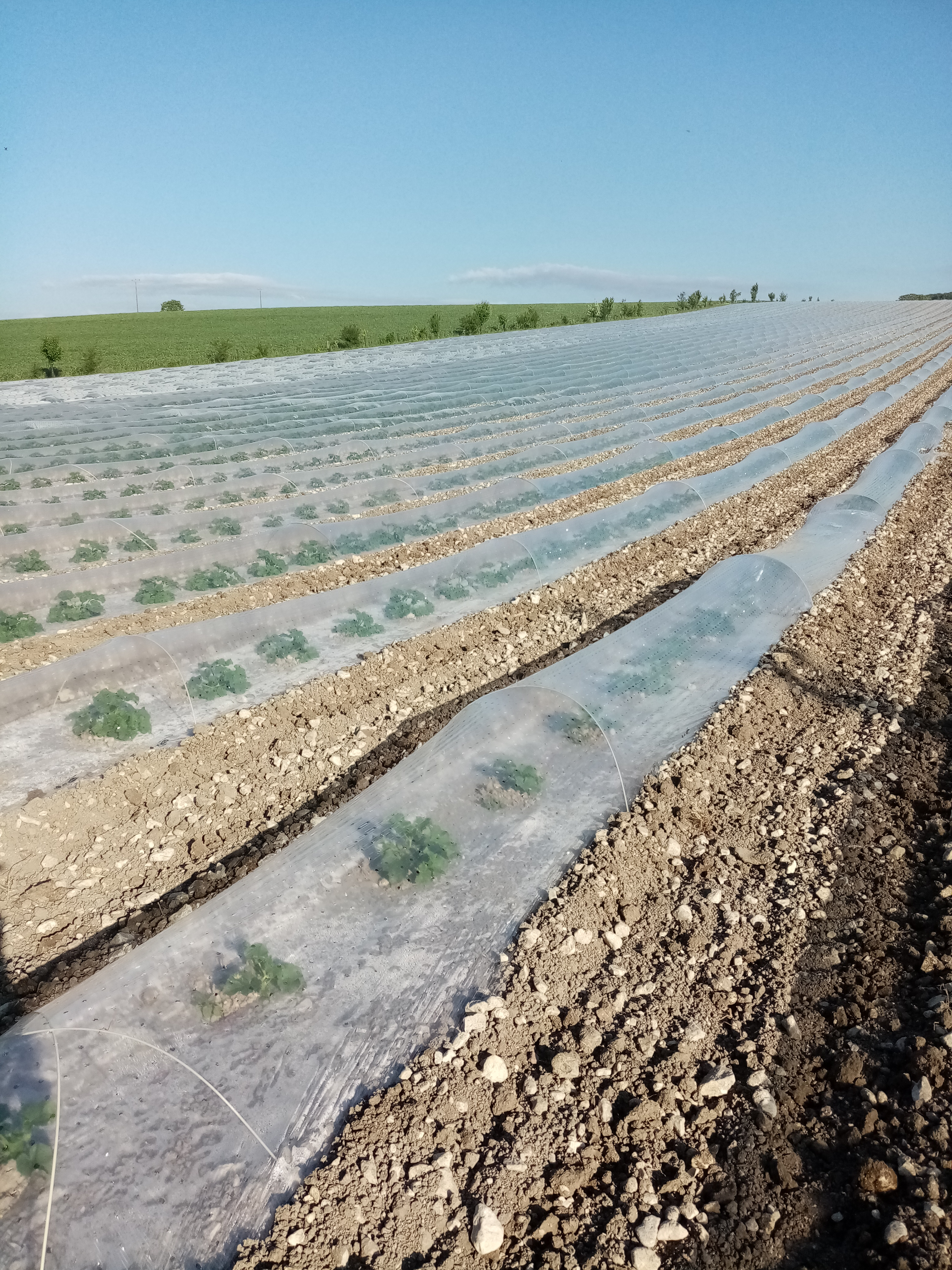
Melons sous « chenilles », 20 mai 2022, Richelais, France

Pour s'assurer de la fidélité des consommateurs, les entreprises doivent ne proposer que des melons au goût sucré (ce qui n'est pas si évident dans un jardin). Un taux de sucre adéquat est assuré par le choix de parcelles bien orientées avec un sol à forte réserve en eau et par le choix de la variété. Il faut encore s'assurer de la santé des plantes (des traitements peuvent même être réalisés sous chenille avec des appareils à aiguilles), étaler et ajuster l'irrigation et la fumure azotée et soufrée, soigner l'équilibre Ca-Mg-K avec une forte fumure potassique de l'ordre de 300 unités K2O, réaliser des apports de précaution en oligo-éléments et éviter les stress aussi bien en culture qu'à la récolte. Enfin le taux de sucre est systématiquement testé à la récolte et des lots peuvent être éliminés.

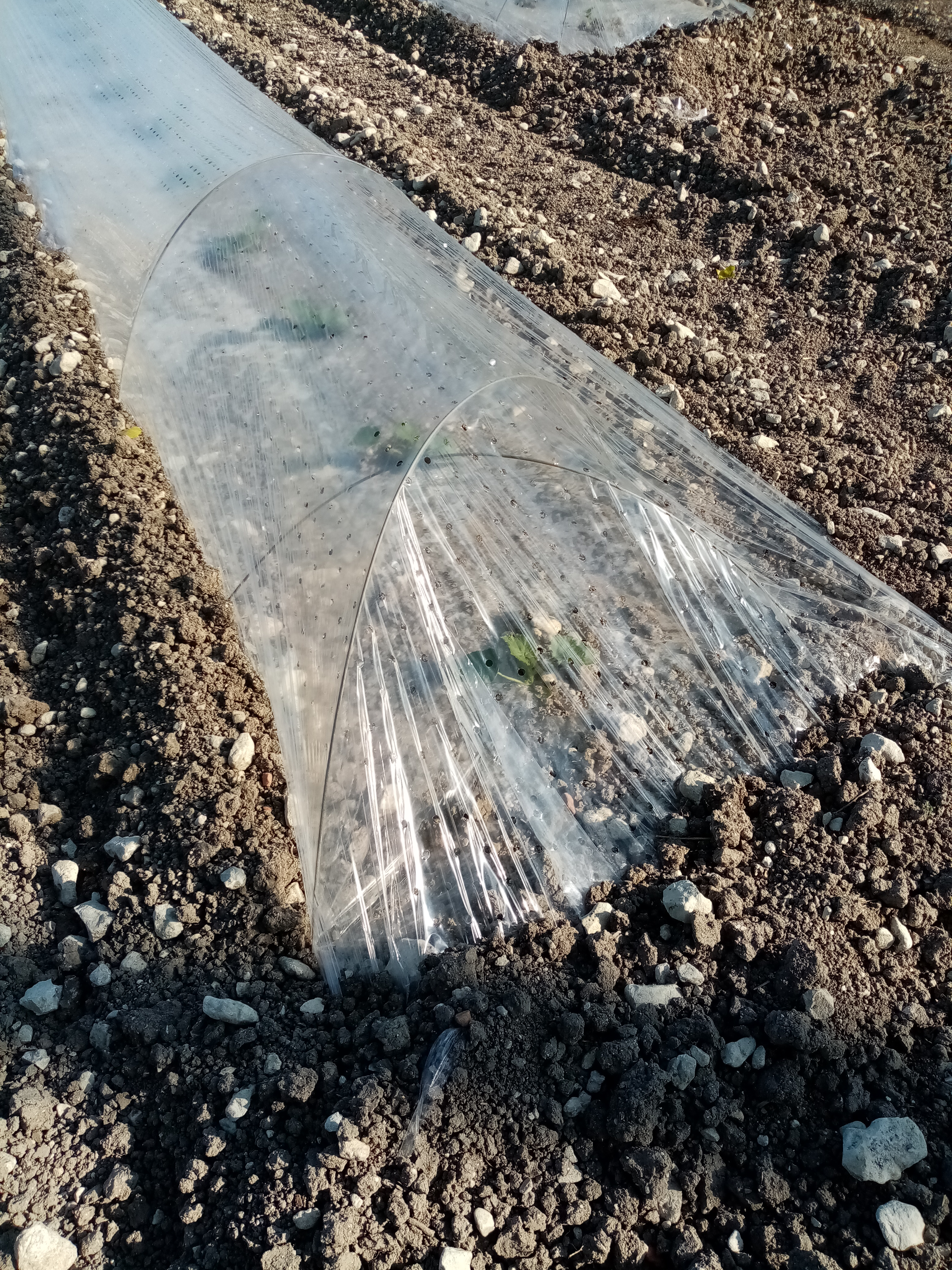
Melons sur sol argilo-calcaire sous mini-tunnel (chenille). Extrémité du mini-tunnel.

Ces méthodes industrielles sont aussi parfois utilisées en agriculture biologique ; dans ce cas, on pratique une fumure organique, on préfère aux chenilles le paillage au sol avec du plastique noir pour éviter la prolifération des adventices et on choisit des variétés résistantes aux maladies.

### Maladies
Le melon a besoin d'un apport en eau régulier et d'un arrosage à la base en évitant de mouiller ses feuilles. Il est sensible à l'oïdium des cucurbitacées ; un bon paillage limite l'infection.
Il peut être sujet à la coulure et à la vitrescence.
Il est également sensible au Fusarium oxysporum, au mildiou et au virus mosaïque du concombre, de la pastèque et de la courgette, tous trois transmis par le même puceron (Aphis gossypii).
La création de nouvelles variétés a permis d'améliorer la résistances à des maladies et des virus tels que  Aphis, Fusarium, Podosphaera, Golovinomyces , Pseudoperenospora, MNSV, CMV, MWMV, ZYMV, PRSV.

### Variétés cultivées

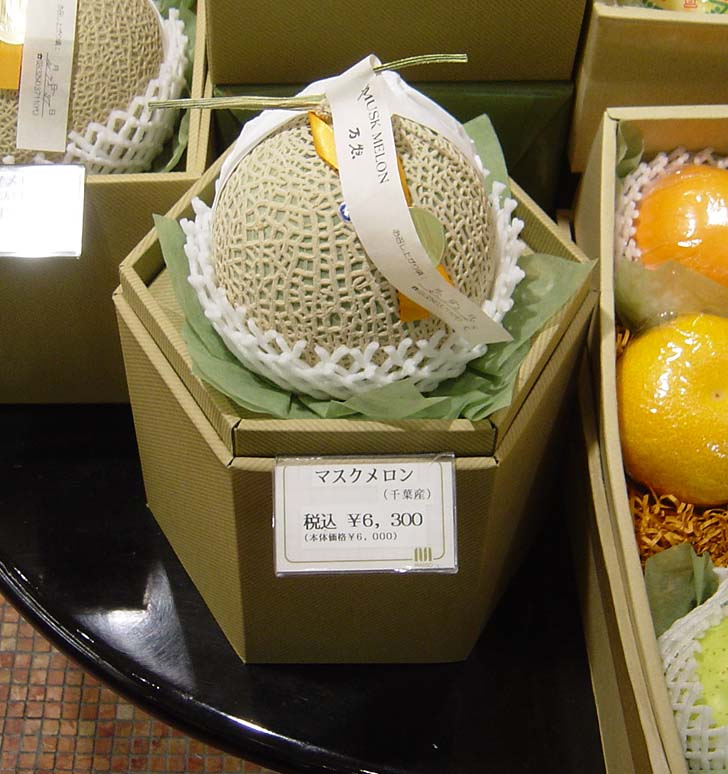
Melon brodé.

Le Catalogue européen des espèces et variétés recense plus de 960 variétés de melon.
Ces melons se distinguent par leur forme (ronde, ovoïde, elliptique), par leur couleur (blanche, jaune crème, verte, ocre…), par l'aspect de leur surface (sillons, broderies, plis), par la présence ou non d'un pédoncule déhiscent :
- Melon brodé (Cucumis melo reticulatus) : forme ronde, écorce liégeuse en relief, chair orangée très parfumée[19]. Sa peau épaisse avec du relief le caractérise.
- Melon cantaloup : chair orangée, forme ronde, écorce lisse. Originaire d'Asie mineure et introduit en Italie à la Renaissance puis largement cultivé en France (Charentes, Lot-et-Garonne, Tarn-et-Garonne, Gers, Vaucluse et Bouches-du-Rhône) à partir du XVIe siècle. Le fruit est rond, l'écorce lisse ou « écrite » (c'est-à-dire présentant une formation liégeuse de faible intensité) vert clair, jaunissant légèrement à maturité, avec des lignes de suture (sillons) plus foncées, il pèse environ 1 kg. La chair est orangée, sucrée, juteuse et très parfumée. La maturation est climactérique. Les variétés anciennes sont à faible durée de conservation alors que certaines variétés récentes ont une plus longue durée de conservation.
- Melon Galia : forme ronde, peau brun orangé, chair émeraude.
- Melon hami
- Melon Sucrin
- Melon inodore (Cucumis melo inodorus), caractérisé par une peau lisse et inodore.
- Melon d'Espagne, ou melon canari

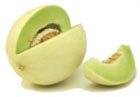
Melon Honeydew : à maturité, la couleur dominante de l'écorce est blanche, la couleur secondaire est répartie en de fines ponctuations vert clair.

- Melon Honeydew : Aussi appelé melon miel. Le fruit est rond, l'écorce est lisse, blanc gris. Il pèse 2 kg. La chair est verdâtre (parfois orangée dans certaines variétés récentes). Ce type à maturation non climactérique produit un fruit de bonne conservation. Il est cultivé aux États-Unis, en Amérique, en Australie et en Asie. Il dérive de l'ancienne variété « Blanc d'Antibes d'hiver ».
- Melon Ogen
- Melon Piel de sapo (« peau de crapaud » en espagnol). Le fruit est ovale, l'écorce verte mouchetée de jaune avec des taches vert foncé. La chair est blanc verdâtre, sucrée, juteuse, peu aromatique. La maturation est non climactérique. C'est le type le plus cultivé en Espagne et en Turquie (sous le nom de Kirkagac).

Certaines variétés aromatiques et à faible durée de conservation sont climactériques et d'autres peu aromatiques mais de longue conservation ne le sont pas.

#### En France
Environ 250 variétés de melon sont inscrites au Catalogue officiel français, dont 16 sur la liste SVI (anciennes variétés destinées aux amateurs).

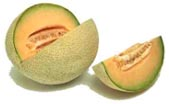
Melon cantaloup.

Quatre types variétaux sont principalement cultivés : le « cantaloup charentais », le « charentais brodé » , le « vert olive » (écorce vert olive, forme ovale) et le « galia » .

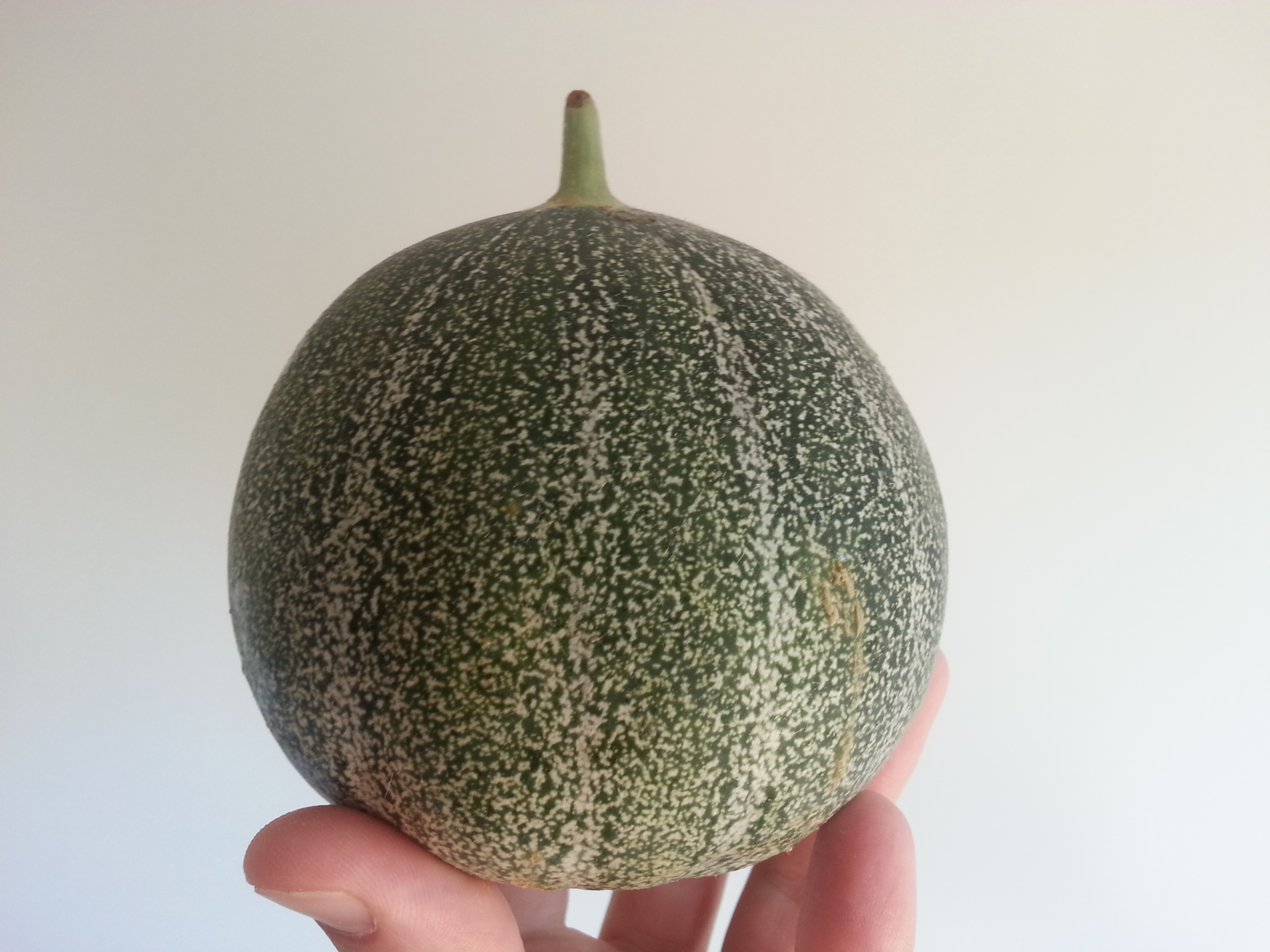
Melon petit-gris de Rennes

La grande majorité de ces variétés sont hybrides afin de les rendre plus vigoureuses et plus résistantes aux maladies mais quelques variétés non hybrides sont encore produites telles que : Boule d'or, Charentais, Cristel, De Cavaillon espagnol à chair rose, Jaune canari, petit-gris de Rennes, Santon, Védrantais, Vert olive d'hiver, etc.
L'hybridation interspécifique entre melon (cucurbita melo) et concombre (cucurbita sativus) a été tentée par de nombreux scientifiques depuis la fin du XIXe siècle mais toujours sans succès. La raison de cet échec est très simple : le génome du melon compte 24 chromosomes alors que celui du concombre n'en compte que 14. Le croisement est donc génétiquement impossible. Ainsi, malgré la tenace légende très répandue via les groupes et forums Internet, il n'y a absolument aucun risque à cultiver melon et concombre à proximité et aucun des deux fruits n'aura le goût de l'autre.

### Appellations locales
Voatango est un vocable malgache qui désigne le melon cultivé à Madagascar. Il est odorant mais sa chair est blanche et fade[réf. nécessaire].
En France, trois productions bénéficient d'une indication géographique protégée (IGP), le melon du Haut-Poitou, le melon du Quercy et, depuis 2012, le melon de Guadeloupe. La reconnaissance du melon de Cavaillon est en cours depuis 2016.
La dénomination « Melon charentais » correspond depuis bien longtemps à un type et non pas à une appellation locale. Les melons vendus sous cette dénomination peuvent provenir de différentes origines. De nombreux melons ayant des appellations sont de « type charentais ».

### Aspects économiques
La production mondiale de melons s'élève à 28,3 millions de tonnes.
Les principaux pays producteurs sont la Chine (qui produit à elle seule plus de 50 % de la production mondiale soit 15,1 millions de tonnes), la Turquie et l'Iran (1,2 million de tonnes chacun), l'Espagne, les États-Unis, la Roumanie, l'Égypte et l'Inde.
Le rendement moyen est de 211 quintaux par hectare, mais il atteint 333 q/ha aux Pays-Bas (cultures en serres) et 346 aux Émirats arabes unis, pays toutefois de faible production.
En Europe, les principaux producteurs sont l'Espagne (un million de tonnes), l'Italie (580 000 t), puis la France.
La France en a produit 278 261 tonnes en 2017 sur une surface de 13 516 ha, soit un rendement de 20,5 tonnes par hectare . Les principaux départements producteurs sont le Tarn-et-Garonne  (38 859 t), l'Hérault (30 450 t), les Deux-Sèvres (26 978 t), la Vienne (24 750 t) et le Vaucluse (22 454 t). En 2017 les exportations se sont élevées à 42 552 t et les importations à 180 409 t en provenance principalement d'Espagne, du Maroc et d'Israël.
Au Japon, à Yūbari, lors de ventes aux enchères, le prix de vente des melons peut varier de 30 euros à plusieurs milliers d'euros la paire.
| 1                | Chine      | 12 727 263 |
| 2                | Turquie    | 1 753 942  |
| 3                | Iran       | 1 731 443  |
| 4                | Kazakhstan | 893 857    |
| 5                | États-Unis | 872 080    |
| 6                | Égypte     | 701 071    |
| 7                | Espagne    | 664 353    |
| 8                | Guatemala  | 623 405    |
| 9                | Italie     | 607 970    |
| 10               | Mexique    | 594 608    |
| 11               | Brésil     | 581 478    |
| Source : FAOSTAT |            |            |

## Impact du système racinaire

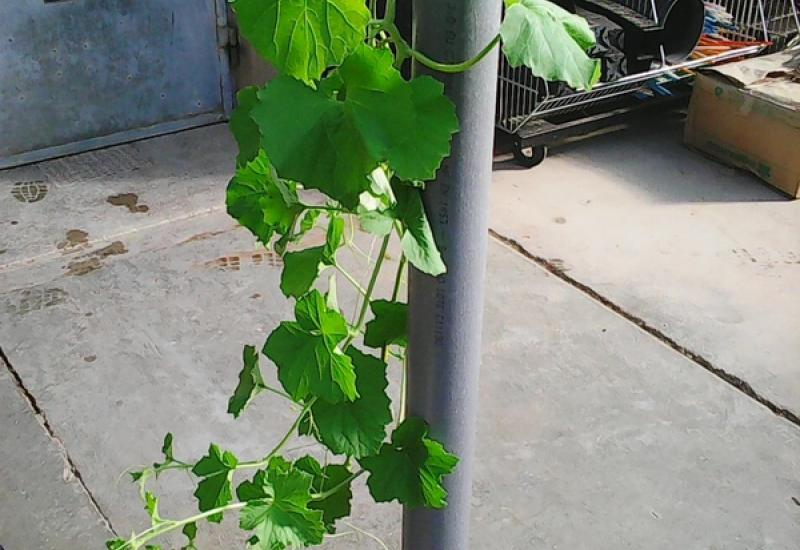
Pour l'étude de son système, on contraint la plante dans un tube en PVC de 1 m de long et 0.10 m de diamètre rempli d’un substrat léger.

Porté par l'Institut national de recherche pour l'agriculture, l'alimentation et l'environnement (INRAE), avec le Centre technique interprofessionnel des fruits et légumes (CTIFL) et des semenciers, le projet Parasol vise à caractériser les systèmes racinaires du melon permettant une meilleure résistance aux stress biotiques et abiotiques.
En culture de solanacées et cucurbitacées, les problèmes de dépérissements racinaires sont de plus en plus fréquents, liés à de nouveaux pathogènes où à des pathogènes plus agressifs. S’y ajoutent des aléas climatiques de plus en plus importants. « Le système racinaire des plantes, en interaction avec le sol, est très important pour la capacité à optimiser l’utilisation de l’eau et des nutriments et la résistance aux stress biotiques et abiotiques, souligne Rebecca Stevens, de l’Inra d’Avignon. Il est essentiel aussi pour le choix des variétés comme des porte-greffes, pour la réduction des intrants, pour la mycorhization. Or, dans les collections variétales de l’Inra, il n’y a aucun descriptif du système racinaire des variétés. » À l’initiative de l’Inra, un projet de recherche, Parasol, a donc été engagé en 2019 pour valider une méthode simple de phénotypage des systèmes racinaires et pouvoir à terme mieux utiliser la diversité génétique des espèces dans la sélection. D’une durée de trois ans, il associe l’Inra d’Avignon (unités GAFL et PSH), porteur du projet, le CTIFL et des semenciers (Gautier Semences, Nova Genetic, HM Clause, Sakata, Syngenta). Quatre espèces sont étudiées, le melon, la tomate, le poivron et l’aubergine, avec dix variétés par espèce issues des collections de l’Inra et réparties entre les différents partenaires. Pour chaque espèce, une des variétés est un porte-greffe, pour pouvoir comprendre notamment pourquoi une variété est choisie comme porte-greffe et acquérir des références pour les producteurs.

### Une méthode simple pour étudier le système racinaire
La première année du projet a porté sur l’appropriation par tous les partenaires d’une méthodologie développée auparavant par l’Inra (L. Pages et al, Inra PSH) pour permettre l’étude du système racinaire des plantes. La méthode consiste à cultiver les plantes dans un tube en PVC de 1 m de long et 0,10 m de diamètre rempli d’un substrat léger. La graine est semée dans le tube et s’y développe. « Comme la plante est contrainte au niveau horizontal, les racines s’allongent très vite, constate Rebecca Stevens. En melon notamment, la plante remplit le tube en 3 à 4 semaines. » Dès que les racines atteignent le fond du tube, la plante est enlevée. Le système racinaire est lavé, étalé et scanné. Les scans sont ensuite analysés, avec une mesure des traits d’intérêt mis en évidence par Loïc Pagès (allongement des racines, ramification, distance entre deux racines adventives, diamètre des racines…). Des mesures des matières fraîches et matières sèches des parties aériennes et racinaires sont également réalisées. « L’idée à terme est de voir s’il y a des corrélations entre ces traits et les caractéristiques agronomiques des variétés », indique Rebecca Stevens. Un premier test de stress abiotique sur melon (réduction de l’irrigation de 30 %) a également été réalisé par le CTIFL en 2019. « Il y a de très grosses différences entre les systèmes racinaires des différentes variétés », constate Marie Torres, du CTIFL de Balandran. Le test sera renouvelé en 2020, avec sans doute un stress hydrique plus important. Et en 2021, le CTIFL souhaiterait tester l’apport d’un pathogène (nématode…) dans le substrat. « Une hypothèse est que certaines plantes peuvent émettre de nouvelles racines quand elles sont attaquées par des bioagresseurs telluriques, ce qui donne une plus grande résistance à ces bioagresseurs », indique Marie Torres. D’autres travaux devraient être menés chez l’ensemble des partenaires pour caractériser une collection de 150 variétés de tomate et mettre en lien le phénotype du système racinaire avec des marqueurs génétiques.

## Usages du mot
Le mot melon a, par métonymie, plusieurs usages dérivés.

### Calendrier
Le 3e jour du mois de thermidor du calendrier républicain / révolutionnaire français est dénommé jour du melon, généralement chaque 21 juillet du calendrier grégorien.
Au deuxième dimanche d'août chaque année a lieu le jour du melon (en) au Turkménistan, où ce légume est l'une des spécialités.

### Couvre-chef
Melon ou chapeau melon désigne un chapeau dont la forme hors bords peut rappeler un demi-melon (wiktionnaire).

### Idiotisme
En français, l'expression « avoir le melon » signifie « avoir la grosse tête ». Renvoie probablement au couvre-chef, symbole de classe sociale.

### Couleur
On trouve dans certains nuanciers un nom de couleur melon, qui se réfère à la couleur jaune ou orangée de la chair du fruit.
Le  nuancier RAL indique RAL 1028 jaune melon.
Dans les nuanciers commerciaux on trouve 3824 melon.
La couleur de la chair du melon est en fait assez variable, et a fait, comme ses autres caractéristiques, l'objet d'études.